# Martin Ramming
Martin Ramming (* 21. November 1889 in St. Petersburg; † 29. März 1988 in Berlin) war ein deutscher Japanologe.

## Herkunft
Martin Gotthard Theodor Ramming wurde als Baltendeutscher in St. Petersburg geboren. Seine Eltern waren der Privatier Nikolaus Ramming († 1919) aus Livland und dessen Ehefrau die Petersburgerin Olga Vogel († 1925).

## Leben
Er legte sein Abitur an der dortigen St. Annenschule ab. Von 1908 bis 1912 studierte er an der Kaiserlichen Universität in der Chinesisch-Japanischen Abteilung der Orientalistischen Fakultät. Unter seinen akademischen Lehrern waren die Sinologen P. S. Popow, A. I. Ivanov und V. M. Aleksejew, der Orientalist Wilhelm Barthold und der Historiker N. I. Veselovskij. Gleichzeitig absolvierte er den dreijährigen Kurs an der Praktischen Orientalischen Akademie.  1911 unternahm er seine erste Studienreise nach Japan mit der Transsibirischen Eisenbahn nach Wladiwostok und von dort mit einem Dampfer der Russischen Freiwilligen Flotte nach Tsuruga. 1912 folgte eine erneute Japanreise.
Von 1914 bis 1918 wirkte er als Attaché am russischen Außenministerium. Von 1916 bis 1925 war er „Ältester Dragoman“ an der russischen Botschaft in Tokio. Nachdem Japan 1925 die Sowjetunion offiziell anerkannt hatte, blieb er bis 1927 als Privatgelehrter in Tokio. In diesen Jahren gab er Russisch-Unterricht an der Fremdsprachenhochschule (Tōkyō gaikokugo gakkō). 1928 wurde er in der Bibliothek des Japaninstituts Berlin angestellt. Ein Jahr darauf erhielt er die deutsche Staatsbürgerschaft und wurde Japanisch-Dozent am Seminar für Orientalische Sprachen. 1930 promovierte er bei Friedrich Wilhelm Karl Müller (1863–1930) und Clemens Scharschmidt (1880–1945) mit einer Dissertation über „Russland-Berichte schiffbrüchiger Japaner aus den Jahren 1793–1805“. 1935 organisierte Ramming den ersten deutschen Japanologentag. Im folgenden Jahr wurde er Honorarprofessor am Seminar für Orientalische Sprachen. Seit 1934 leitete er bis zum Kriegsende das Japaninstitut. 1944 wurde er zum ordentlichen Professor ernannt. Dies war die erste ordentliche Professur für Japanologie in Berlin. Von 1947 bis 1961 leitete er die Abteilung für Ostasiatische Forschung am Institut für Orientforschung der Akademie der Wissenschaften. 1953 wurde er zum ordentlichen Mitglied der Deutschen Akademie der Wissenschaften zu Berlin gewählt.
Ramming hatte von 1930 bis 1932 die Herausgabe der 1928 von der Deutsch-Japanischen Arbeitsgemeinschaft begründeten Zeitschrift „Yamato“ inne, die ab 1935 bis zur Einstellung 1944 als „Nippon“ wiederbelebt wurde.
Martin Ramming starb 1988 im Alter von 98 Jahren in Berlin. Sein Grab befindet sich auf dem Waldfriedhof Dahlem.

## Familie
Er heiratete 1916 Vera Catharina von Küster (* 1892). Das Paar hatte einen Sohn und eine Tochter.

## Schriften
- Über den Anteil der Russen an der Eröffnung Japans für den Verkehr mit den westlichen Mächten. In: "Mitteilungen der Deutschen Gesellschaft für Natur- und Völkerkunde Ostasiens", Bd. 21, Tokyo, 1926.
- Die wirtschaftliche Lage der Samurai am Ende der Tokugawaperiode. In: Mitteilungen der Deutschen Gesellschaft für Natur- und Völkerkunde Ostasiens, Bd. 22, Teil A, Tokyo, 1928.
- Reisen schiffbrüchiger Japaner im XVIII. Jahrhundert. Berlin: Würfel Verlag, 1931.
- Japan-Handbuch; Nachschlagewerk der Japankunde, im Auftrage des Japaninstituts Berlin. Berlin: Steiniger, 1941.
- Zum Roninproblem in der Tokugawazeit, 1603-1868. Berlin: Akademie-Verlag, 1956.